# Blood II: The Chosen
Blood II: The Chosen es un videojuego de disparos en primera persona y terror desarrollado por Monolith Productions y distribuido por GT Interactive, 
que más tarde fue comprado por Infogrames. Lanzado el 31 de octubre de 1998, este presenta el nuevo motor completamente en 3D de Monolith, Lithtech, que se usó anteriormente en Shogo: Mobile Armor Division. Una expansión oficial fue lanzada en agosto de 1999 bajo el título de Blood II: The Chosen - The Nightmare Levels.
A diferencia de la primera entrega, Blood, el cual fue ambientado en 1928, Blood II tiene lugar en el año 2028. Así, además de armas convencionales y piezas mágicas también se incorpora la tecnología de ciencia ficción. Así como su precursor, el juego es significativo con los excesivos gráficos de violencia y frases que resaltan el humor negro del juego.

## Argumento
Han transcurrido 100 años desde los hechos de BLOOD. Caleb, el protagonista del primer juego, frecuenta suburbios y locales de mala muerte, consumiendo cerveza barata con la compañía de mujeres de baja reputación. Vive en la inmundicia sin saber que dentro de él habita el poder de Tchernobog (demonio y jefe final de la anterior entrega). Mientras, la Cábala (antagonistas en la primera parte) ha seguido cosechando poder hasta convertirse en una empresa multinacional, que ofrece productos que abarcan desde comida para animales hasta entretenimiento para adultos.
Gideon, el actual líder de la organización, descubre la ubicación de Caleb y se entera de que tiene el poder de Tchernobog, queriéndolo para él. Así, emprende un intenso rastreo del antihéroe vivo o muerto para así absorber sus poderes. Pero como Caleb reprime el poder del dios muerto extraños sucesos ocurren por todos lados, como por ejemplo: la apertura de agujeros espacio-dimensionales que permiten la entrada a criaturas de otra dimensión conocida como ``La Realidad Beta´´. Al percatarse de este daño, Ishmael trata de advertirle a Caleb de que si no usa el poder de la oscura deidad las dimensiones podrían colisionar y destruirse unas a otras. Entonces Caleb emprende una búsqueda acerca de cómo entrar a la Realidad Beta, enfrentándose en el camino a varios miembros de la Cábala en una historia llena de sangre, acción y humor negro.

## Personajes
- Caleb: Protagonista de la primera entrega, cuyo objetivo es eliminar al actual líder de La Cábala, Gideon, antes de que este lo encuentre y lo asesine. Se cree que es la reencarnación de Tchernobog debido a que al destruir su forma terrenal absorbió los poderes de este.

- Gideon: La mente maestra detrás de todas las acciones de La Cábala. Pretende asesinar a Caleb para así extraer la esencia del dios oscuro Tchernobog.

- Gabriella: es una larga historia.

Uno de los cuatro elegidos que tras ser asesinado por Shial (la reina araña del primer juego). Resucita en el cuerpo de una mujer con apariencia afrodescendiente con un inusual y marcado acento caribeño.
- Ishmael: Uno de los cuatro elegidos y quien le advierte a Caleb que debe usar el poder de Tchernobog para unir las dimensiones que se están desarmando.

- Ophelia: La ``novia´´ de Caleb y una de los cuatro elegidos. Gideon la tomó cautiva para así atraer a Caleb hacia uno de los templos de la Cábala.

## Enemigos
A lo largo del juego Caleb se enfrenta a diversos enemigos como:
- Cultistas: El rango más bajo de la cábala, visten trajes de negocios y utilizan pistolas Beretta 9 mm. Son algo débiles y no muy inteligentes.
- Fanático: La fuerza especial de la Cábala, mejor equipados y con más entrenamiento, poseen un tiempo de reacción y de alerta mayor que los cultistas. Cuando reciben mucho daño pero no mueren, quitan el tubo que tienen en el dispositivo de su espalda y se dirigen hacia su objetivo para explotar al alcanzarlo.
- Fanático transformado: solo unos pocos miembros de la cábala alcanzan este rango, que se obtiene transformándose en una especie de espectro enmascarado. Tienen la habilidad de volar y con la ayuda de una hoz en forma de media luna lanzan una energía que daña al jugador. Sus debilidades son la escopeta recortada y el fusil de francotirador.
- Profetas: el rango más alto de la Cábala. Altamente entrenados en combate y muy inteligentes, además de peligrosos. Generalmente se los puede ver protegiendo a Gideon ya que son entrenados para ser los guardaespaldas de los líderes. Usan armas pesadas como ametralladoras Gatling, cañones Tesla y de Napalm.
- Alma esclava: o Soul Drudge, son el primer enemigo proveniente de la realidad Beta. Se asemejan a simples zombis, pero estos están vendados y con cicatrices. Algunos tienen números de serie dando lugar a la idea de que fueron usados en experimentos, pero en realidad son el producto de la infección de la sanguijuela de huesos Lentos y de bajo ataque.
- Sanguijuela de huesos: es un pequeño gusano parásito. Una criatura muy débil, su poder proviene de su capacidad de infectar y hacerse cargo de las demás criaturas, dotándolo de un medio de protección, de una manera más efectiva de atacar. Se encuentran en lugares húmedos como drenajes, charcos o pozos. Atacan aferrándose a la cara y succionando puntos de vida. Mueren con un solo disparo de pistola.
- Señor de los esclavos: El Señor de los esclavos es básicamente una versión más desarrollada del esclavo del alma. La Sanguijuela de huesos ha crecido, y ahora atraviesa los brazos de la víctima con grandes ganchos conectados, para permitir un mejor control. Lanzan fuego por la boca y tienen muy mal genio, pero lo compensa su gran resistencia y su ataque devastador. A menudo acompañado por uno o varias almas esclavas.
- Sacerdote de los esclavos: El sacerdote de los esclavos es la versión más avanzada del parásito óseo que ha sido encontrado. Es una criatura grande con habilidades mágicas totalmente desarrolladas. El cuerpo que alguna vez fue su anfitrión no es más que una bolsa que cuelga del sacerdote Drudge, que actúa como caldo de cultivo para nuevos parásitos ósea Leech. No posee brazos ni piernas, pero flota silenciosamente en espera de sus víctimas, atacando no solo con bolas de fuego sino que ahora también lanza rayos, convirtiéndolo en un enemigo muy peligroso. Cuando es herido en la bolsa que cuelga de su vientre, más parásitos salen de allí.
- Shikari: los shikaris son criaturas con características de insecto, humanoides con dos garras en cada extremidad. Seres depredadores, cazan generalmente en grupos y son de cuidado. Poseen púas en todo el cuerpo y lanzan saliva corrosiva, obteniendo así ataques de corta y larga distancia. Sus debilidades son las explosiones, el fuego y la escopeta recortada.
- Alimañas: Pequeñas, sigilosas, parecidas a garrapatas. Atacan la base del cráneo, inyectando un veneno que destruye lentamente el sistema nervioso de la víctima hasta que se produce la muerte. Si el veneno no causa la muerte inmediata causa una desorientación extrema similar a una borrachera.

## Armas
Contaremos con diferentes armas en el juego. algunas de ellas son muy del género de la ciencia ficción, y otras que cuentan con poderes sobrenaturales.
Cuchillo: Arma cuerpo a cuerpo, muy útil a pesar de su apariencia.
Beretta 9 mm: Una pistola pequeña. Tiene una buena cadencia de disparo y precisión, es de alcance medio y produce poco daño. Un arma de introducción, ya que es la primera del juego aparte del cuchillo. Se puede tener una en cada mano.
Pistola de bengalas: La pistola de bengalas es un arma especial que dispara ataques de proyectiles, que se pegan en los objetivos y los queman con el tiempo. Tiene una tasa media de fuego, y sus proyectiles se mueven con bastante rapidez. El fuego secundario dispara una bengala que estalla en forma de estrella.

Subfusil Mac-10: Un paso adelante respecto a la pistola, se trata de un arma ligera. Tiene una cadencia de tiro muy superior a la pistola, ya que puede ir completamente automática, pero es muy imprecisa. Puede ser usada doble igual que la pistola. El modo de disparo secundario en una sola mano permite al jugador disparar ráfagas cortas, de tres rondas con mayor precisión. No hay fuego secundario con el doble uso manual
Escopeta  recortada: La escopeta recortada tiene un gran impacto, pero a un corto alcance. Su velocidad de disparo es lenta. Su modo principal de disparo es de un cañón a la vez, mientras que su modo de disparo alternativo es los dos cañones a la vez.
Fusil de francotirador calibre .50 BMG: Esta arma de alto calibre es ideal para alcanzar blancos a larga distancia. Ayudado por la mira telescópica (accionada por el disparo secundario), esta arma puede golpear blancos en un alcance extremo y aun así mantener un alto poder. El daño que esta arma no es muy dependiente del lugar donde se golpea. Golpear la cabeza o el torso hace un daño mayor, mientras que mellar el torso o golpear a un miembro hace un daño mucho menor.
Fusil de asalto M-16: Ideal para todo momento, con el modo de disparo secundario para disparar el lanzagranadas M203. Cuando se usa a dos manos, el lanzagranadas no puede dispararse. 
Cañón Obús: La versión del juego de un lanzacohetes. Esta arma es básicamente una pieza de artillería portátil. Se dispara un proyectil grande a un ritmo lento de fuego que hace daño instantáneo y en forma masiva.
Cañón de Napalm: Grande, pesado, y excepcionalmente brutal, esta arma dispara ráfagas de fuego de napalm incendiario. Al activar el fuego secundario libera una serie de explosiones en cascada rebotando.